# KZ-Außenkommando Neustadt in Holstein

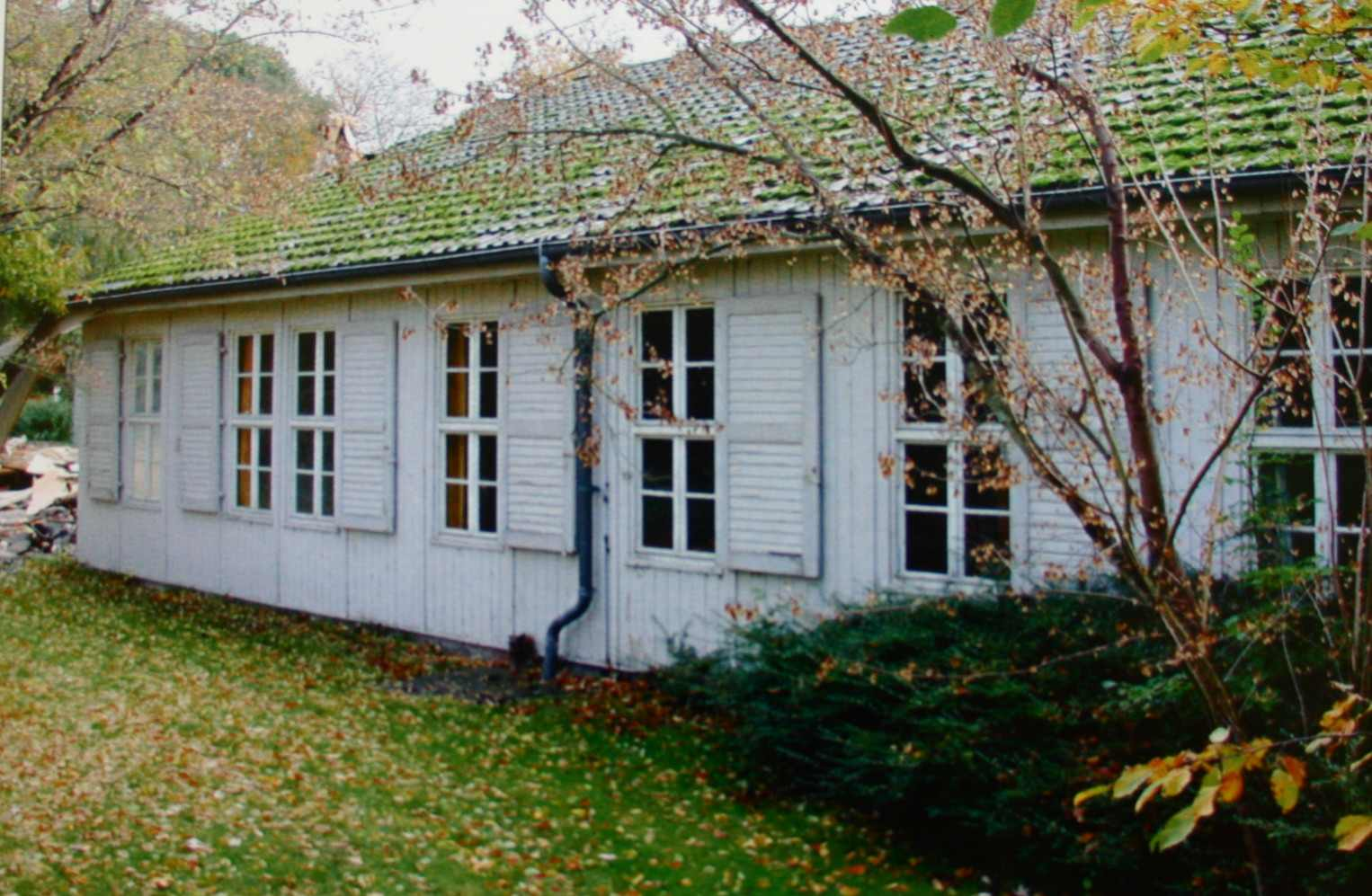
Ehemaliges SS-Lazarett, das von KZ-Häftlingen erbaut wurde. (2003)

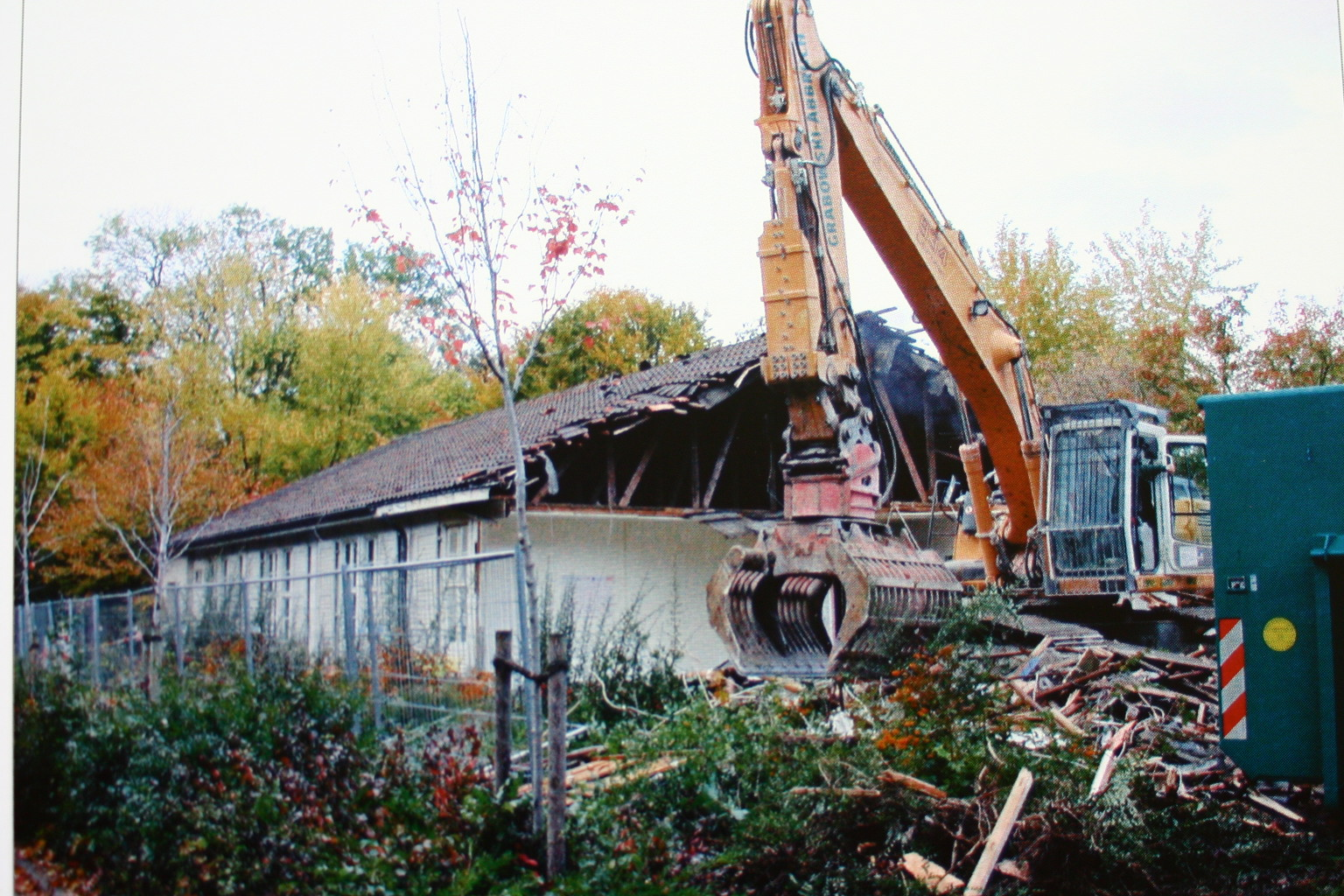
Abriss der ehemaligen SS-Baracke im Jahr 2005

Das KZ-Außenkommando Neustadt in Holstein zählte zu den externen Arbeitseinsätzen des KZ Neuengamme und damit zu dessen Außenlagern. Hier, in Neustadt in Holstein, wurden 15 KZ-Häftlinge von Dezember 1944 bis 1. Mai 1945 für Bauarbeiten eingesetzt.

## Geschichte
Das Oberkommando der Wehrmacht gab 1944 einen Lazarett-Barackenkomplex in Auftrag, den die Organisation Todt in Neustadt in Holstein errichtete.
Die SS wählte hierfür etwa 15 männliche KZ-Häftlinge aus Neuengamme aus und teilte sie der SS Bauleitung in Neustadt zu. Diese 15 Häftlinge mussten in den letzten Monaten des Zweiten Weltkrieges ein Lazarett für die SS erbauen.
Über diese 15 KZ-Häftlinge und ihr Arbeitskommando existieren kaum Aufzeichnungen, daher sind Arbeitsbedingungen und Unterbringungsort der Häftlinge unbekannt. Auch über das weitere Schicksal der Häftlinge ist wenig bekannt, laut der Gedenkstätte Neuengamme wird vermutet, dass sie mit dem Schiff namens „Westpreußen“ auf die Ostsee gebracht wurden.

## Nach Kriegsende
Die Stadt Neustadt beschloss nach Kriegsende, das SS-Lazarett solle erhalten bleiben und gliederte es in das neue Krankenhaus mit ein.
2005 wurden alle Baracken abgerissen. Bisher gibt es am Ort des ehemaligen Außenkommandos keine Gedenkstätte oder Hinweise.